# Kunstjahr 1911
Liste der Kunstjahre

1910 | Kunstjahr 1911 | 1912 | 1913 | 1914 | 1915 | ► | ►►

Weitere Ereignisse
Dieser Artikel behandelt das Kunstjahr 1911.

## Ereignisse

### Stilrichtungen
- Herwarth Walden prägt den Begriff Expressionismus.
- Der Kubismus spaltet sich in Salonkubisten und Galeriekubisten.

### Bremer Künstlerstreit

Karikatur zum Bremer Künstlerstreit

- Januar: Weil Gustav Pauli, wissenschaftlicher Leiter von Der Kunstverein in Bremen, das Bild Mohnfeld von Vincent van Gogh für die Kunsthalle Bremen gekauft hat, erscheint in den Bremer Nachrichten ein „Mahnwort“. Das ist der Anstoß für den Bremer Künstlerstreit.
- 17. April: Im Bremer Künstlerstreit erscheint die 80-seitige Broschüre Ein Protest deutscher Künstler von Carl Vinnen und anderen. Im Juni erscheint eine Antwortschrift unter dem Titel Im Kampf um die Kunst. Die Antwort auf den „Protest deutscher Künstler“.

### Architektur
- 5. März: Kaiser Franz Joseph I. eröffnet in Wien das Haus der Industrie. Der späthistoristische Prachtbau wurde nach Plänen des Architekten Karl König errichtet. In seinem Inneren befindet sich der ursprünglich erste Paternosteraufzug in Österreich von Anton Freissler.
- 11. Mai: In Duisburg erfolgt der Spatenstich zum Bau des Theater Duisburg nach Plänen des Architekten Martin Dülfer. Die Grundsteinlegung für das neoklassizistische Gebäude findet am 27. Juni statt.

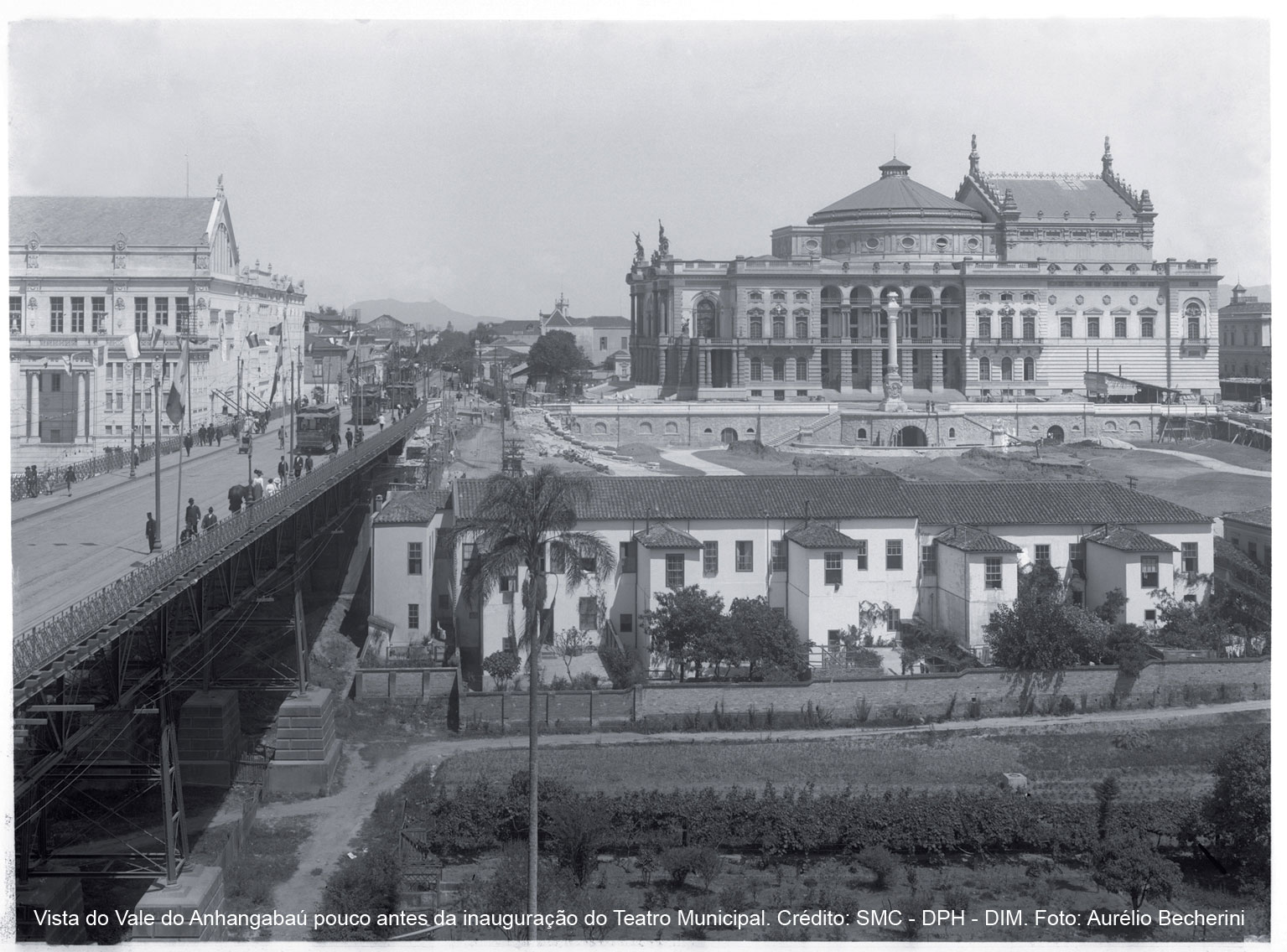
Das Teatro Municipal 1911

- 12. September: Das von Konstrukteur Ramos de Azevedo und den beiden italienischen Architekten Cláudio Rossi und Domiziano Rossi inspiriert von der Italienischen Oper neu errichtete Theatro Municipal de São Paulo wird mit einer Aufführung der Oper Hamlet von Ambroise Thomas eröffnet.

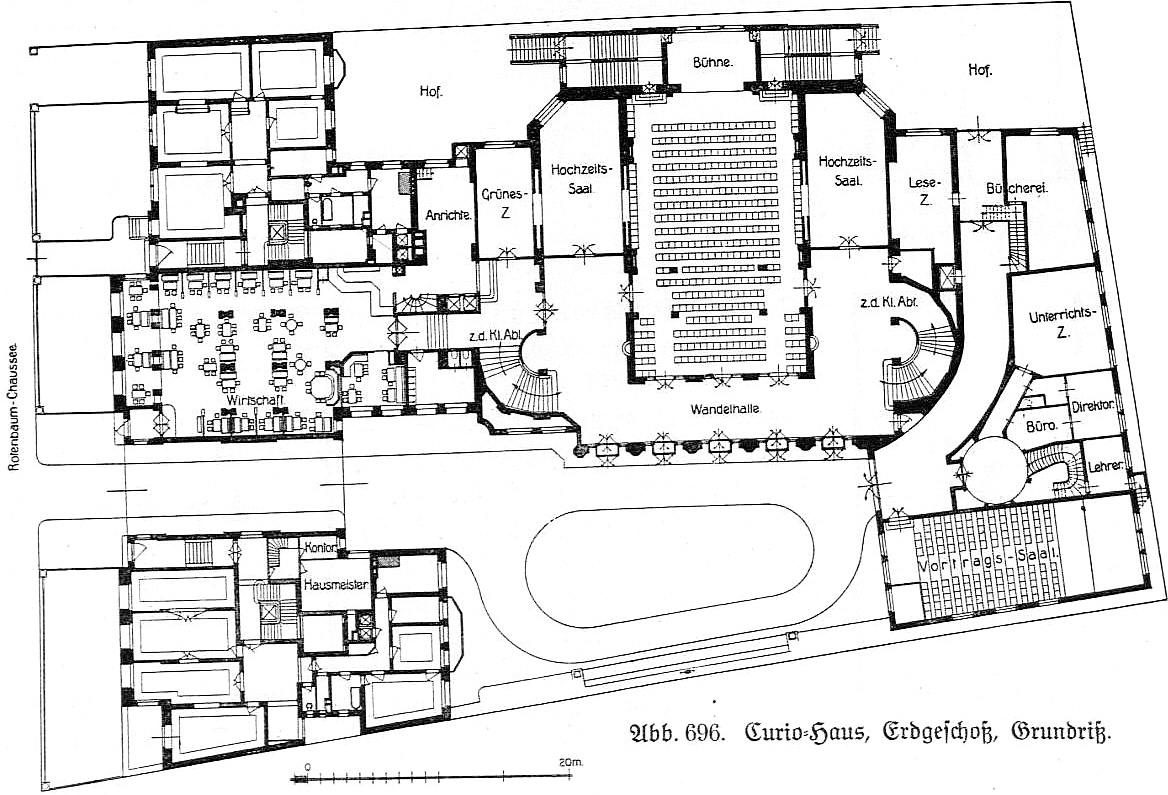
Grundriss des Curiohauses bei seiner Fertigstellung

- Das Curiohaus in Hamburg wird fertiggestellt, nach einem Entwurf des Architekten Johann Emil Schaudt für die Gesellschaft der Freunde des vaterländischen Schul- und Erziehungswesens errichtet und nach dem Gründer dieser Gesellschaft, Johann Carl Daniel Curio, benannt.

### Bildhauerei

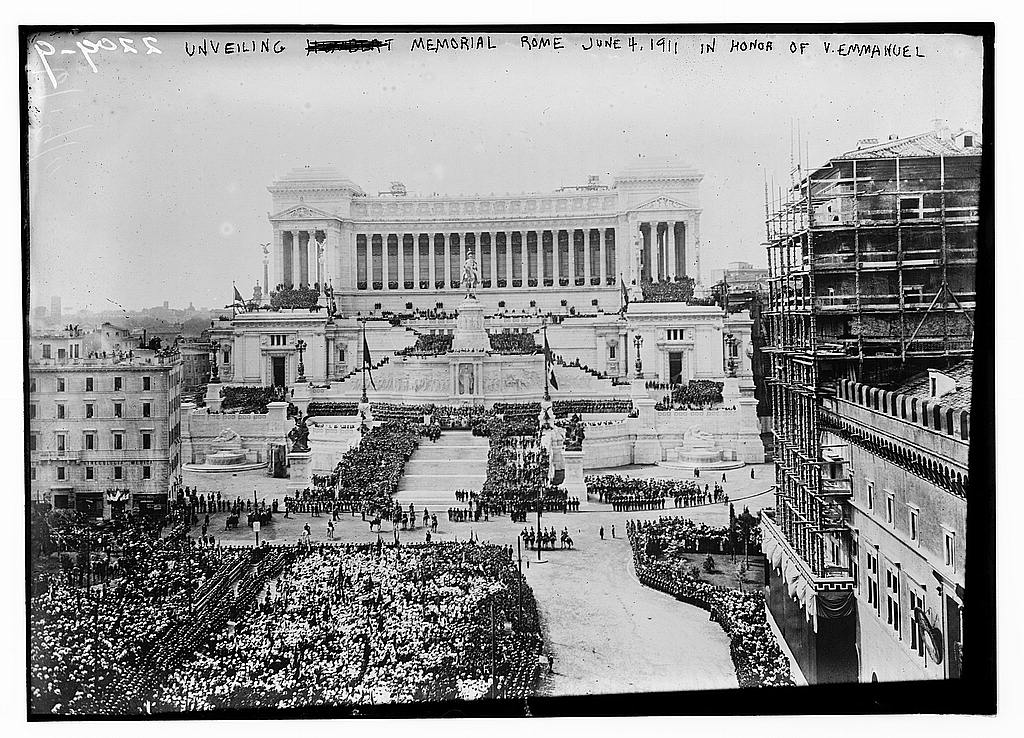
Eröffnung des Monumento a Vittorio Emanuele II am 4. Juni

- 4. Juni: Das Denkmal Monumento a Vittorio Emanuele II wird in Rom in Erinnerung an den 50. Jahrestag der Einigung Italiens eingeweiht.
- 12. Juli: Das Fritz-Reuter-Denkmal in Stavenhagen von Bildhauer Wilhelm Wandschneider wird enthüllt.

### Malerei
- Oktober: Lovis Corinth malt in Öl auf Leinwand das Porträt Carl Hagenbeck mit dem Walroß Pallas. Wenige Monate später erleidet er im Dezember einen Schlaganfall. Alfred Lichtwark erwirbt das Werk noch im selben Jahr zum Preis von 4000 Mark für die Hamburger Kunsthalle.
- November/Dezember: Umberto Boccioni malt nach einem Parisaufenthalt das Bild La strada entra nella casa und betitelt es vorerst schlicht Balkon.
- Franz Marc malt das Aquarell Pferde in Landschaft. Es ist vermutlich eine Studie für das im gleichen Jahr entstandene Werk Die großen blauen Pferde. Im selben Jahr malt Marc auch die Ölgemälde Die gelbe Kuh sowie Blaues Pferd I und II, die zu seinen bekanntesten Gemälden gehören, auch wenn sie anfänglich belächelt oder sogar bespuckt werden.
- Egon Schiele malt in Öl auf Holz das expressionistische Gemälde Tote Stadt III.

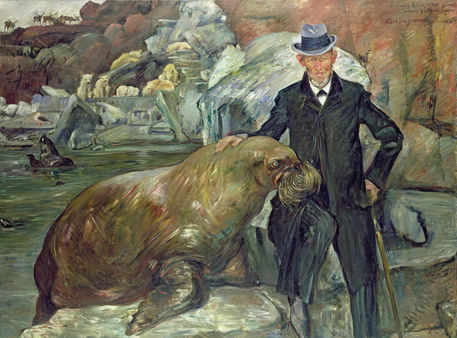
Lovis Corinth, Porträt Carl Hagenbeck mit dem Walroß Pallas
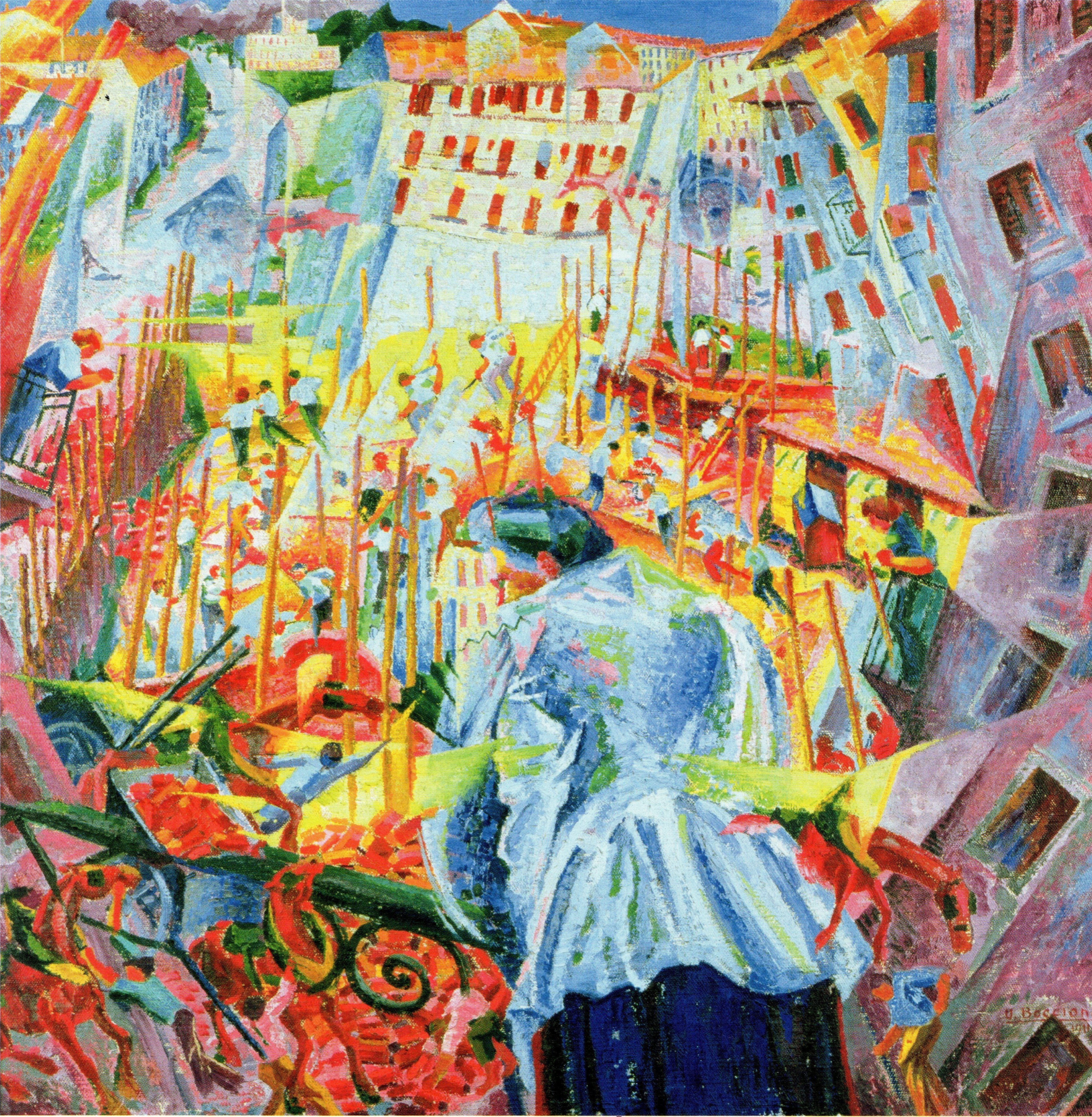
Umberto Boccioni, La strada entra nella casa

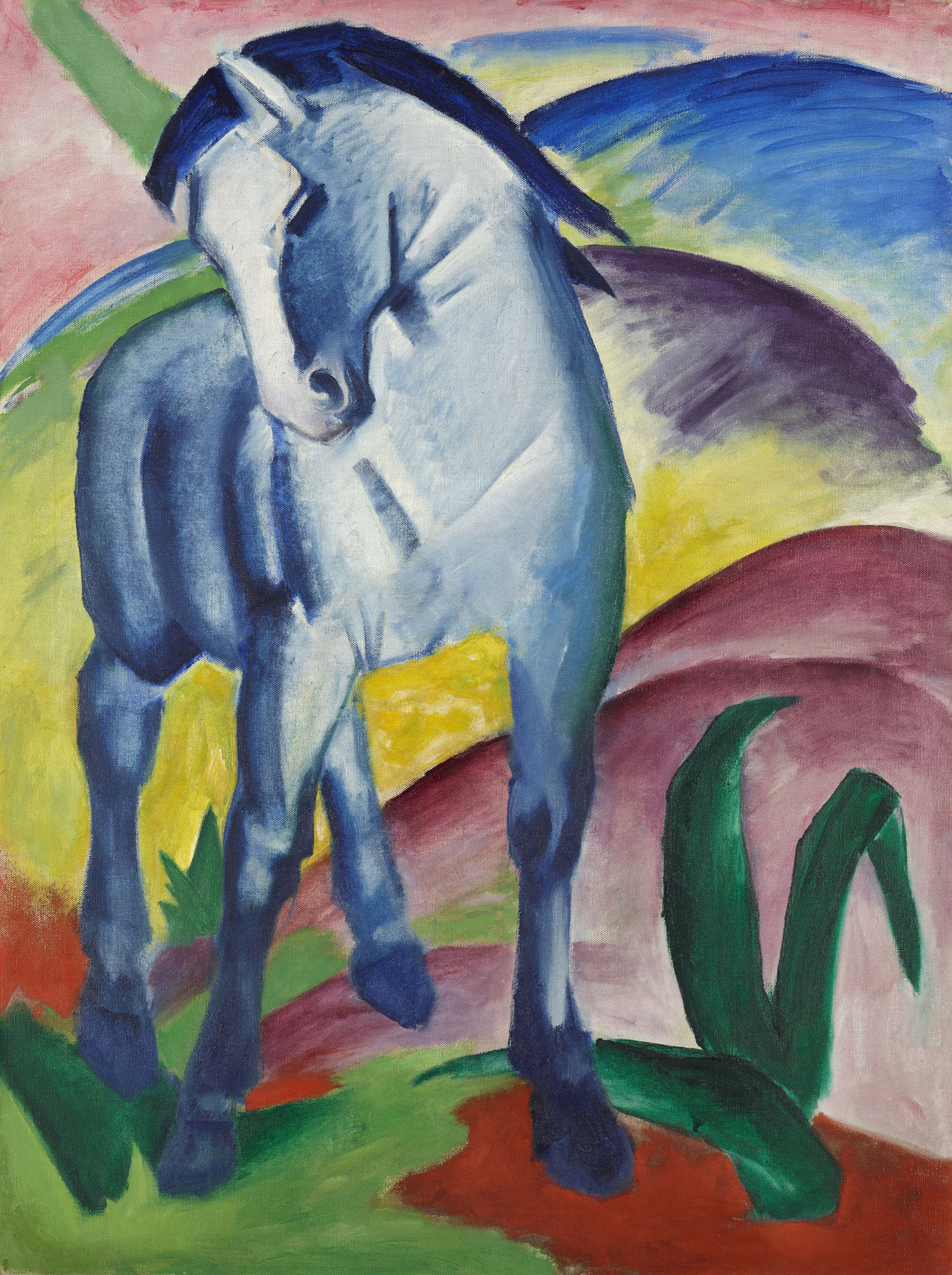
Franz Marc, Blaues Pferd I
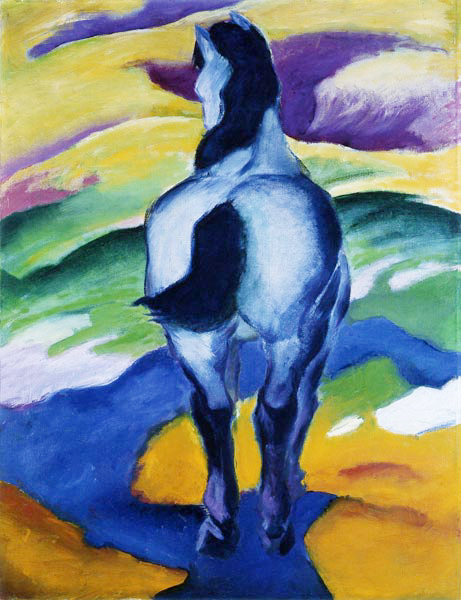
Franz Marc, Blaues Pferd I
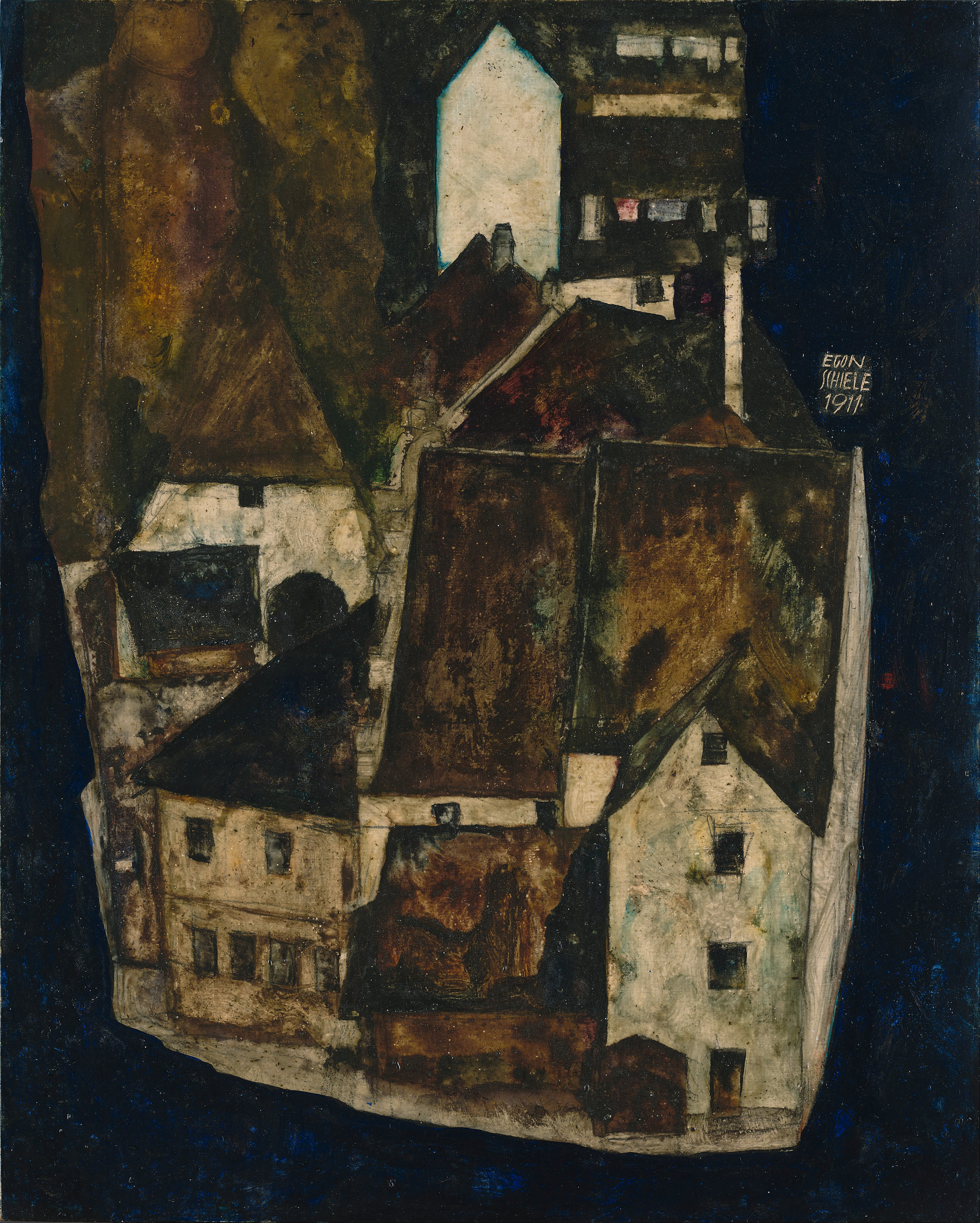
Egon Schiele, Tote Stadt III

### Ausstellungen und Museen

#### Diverses
- Raymond Duchamp-Villon, Albert Gleizes, František Kupka, Fernand Léger, Jean Metzinger, Francis Picabia und Jacques Villon gründen die Puteaux-Gruppe. Diese hat im Frühjahr eine vieldiskutierte Ausstellung im Salon des Indépendants. Sie werden der Stilrichtung des Kubismus zugerechnet.
- 25. März: Mit einer Ausstellung der Vereinigung deutsch-mährischer bildender Künstler wird in Brünn das Kaiser-Franz-Josephs-Jubiläums-Künstlerhaus eröffnet.
- Mai bis Juni: Der Sonderbund Westdeutscher Kunstfreunde und Künstler veranstaltet in der Städtischen Kunsthalle in Düsseldorf seine dritte Ausstellung, die den Untertitel Rheinische und französische Kunst trägt. Gezeigt werden 147 Exponate, darunter 101 französische Werke.
- 21. Juni bis 11. Juli: Der deutsche Galerist Paul Cassirer stellt im Café Park Schönbrunn in Karlsbad erstmals Werke von Oskar Kokoschka aus. Es handelt sich um circa 30 Gemälde und acht Illustrationen zu seiner Dichtung Der weiße Tiertöter. Der Sammler Karl Ernst Osthaus holt die Ausstellung in sein privates Folkwang Museum nach Hagen und erwirbt ein Porträt mit dem Titel Eine preciöse Frau.

#### Neue Künstlervereinigung München / Der Blaue Reiter
- 2. Dezember: Nach einem von ihm provozierten Streit verlässt Wassily Kandinsky die Neue Künstlervereinigung München und gründet mit Franz Marc die Künstlervereinigung Der Blaue Reiter.
- 18. Dezember: Nach dem Auseinanderbrechen der Neuen Künstlervereinigung München werden am gleichen Tag sowohl deren letzte Ausstellung als auch die erste der Redaktion des Blauen Reiters eröffnet, auf der  unter anderem Franz Marc seine Gemälde Blaues Pferd, Pferde in Landschaft und Die gelbe Kuh zeigt. Weitere Werke stammen unter anderem von Henri Rousseau, Albert Bloch, David und Wladimir Burljuk, Heinrich Campendonk, Robert Delaunay, Elisabeth Epstein, Eugen von Kahler, Wassily Kandinsky, August Macke, Gabriele Münter und Jean-Bloé Niestlé. Die zu dieser Zeit moderne Musik wird ebenfalls in die Ausstellung einbezogen, so Veröffentlichungen von Alban Berg, Arnold Schönberg und Anton Webern.

Bilder aus der ersten Ausstellung des Blauen Reiters
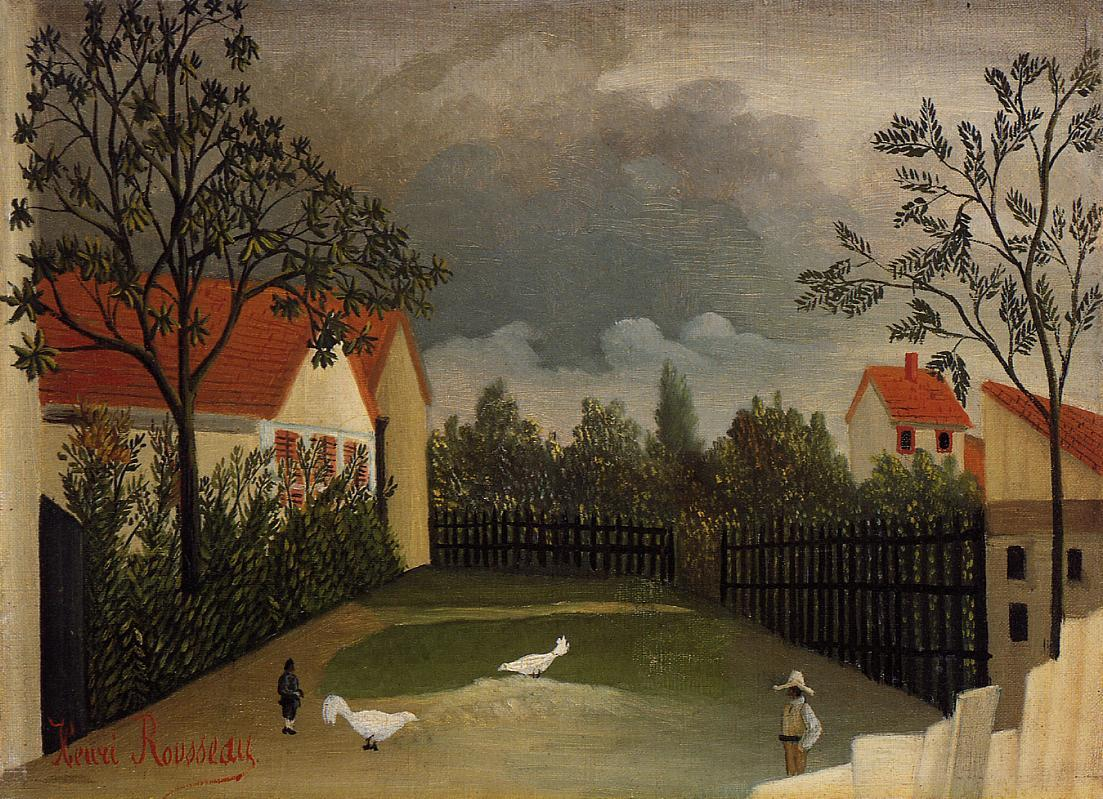
Henri Rousseau: Der Hühnerhof, 1896/98
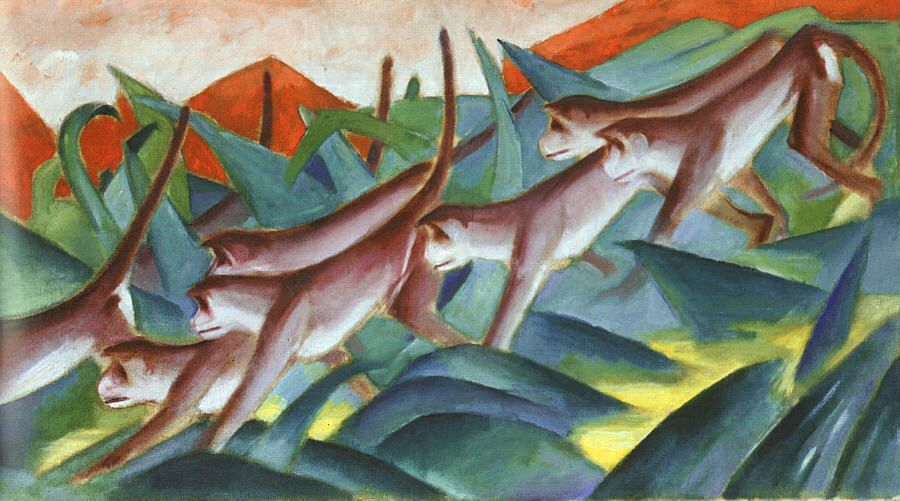
Franz Marc: Affenfries, 1911
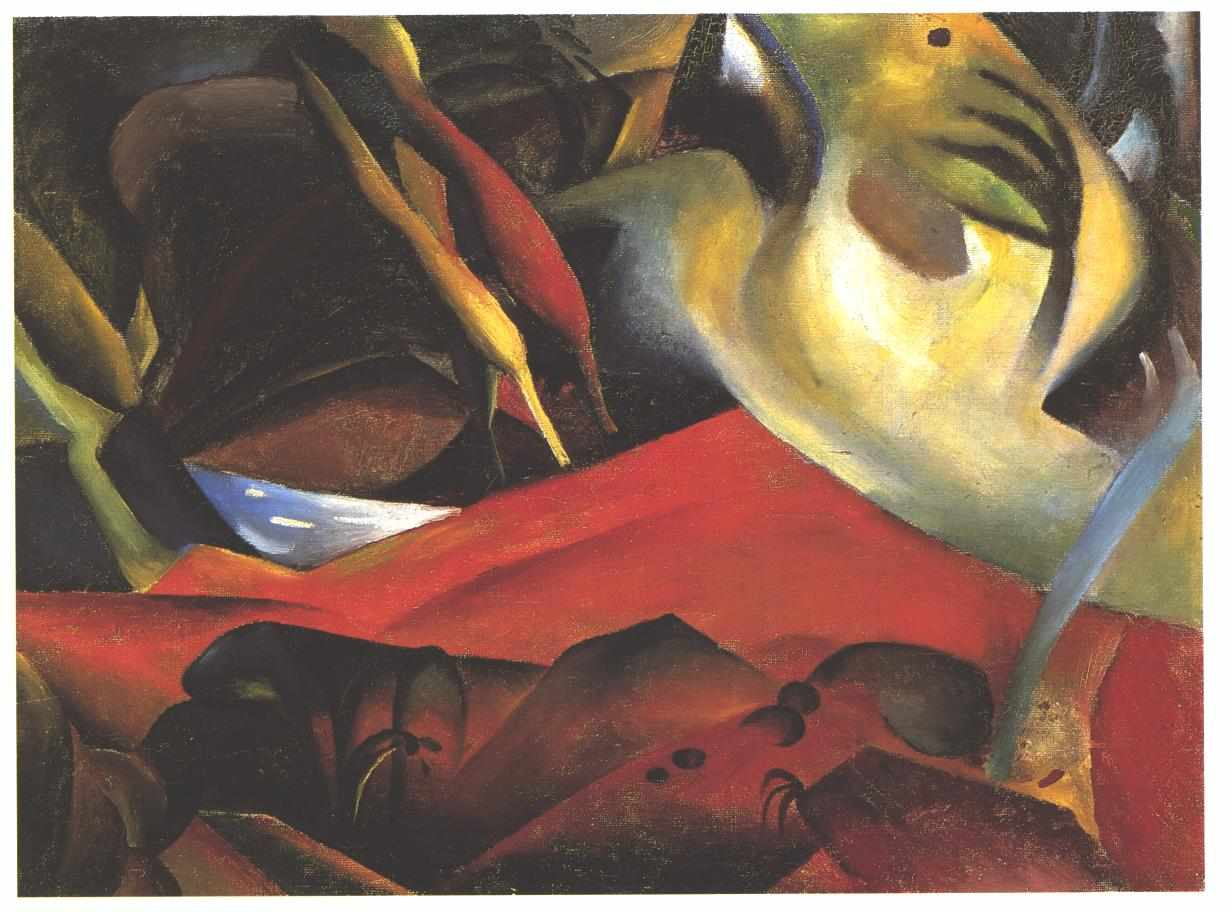
August Macke: Der Sturm, 1911
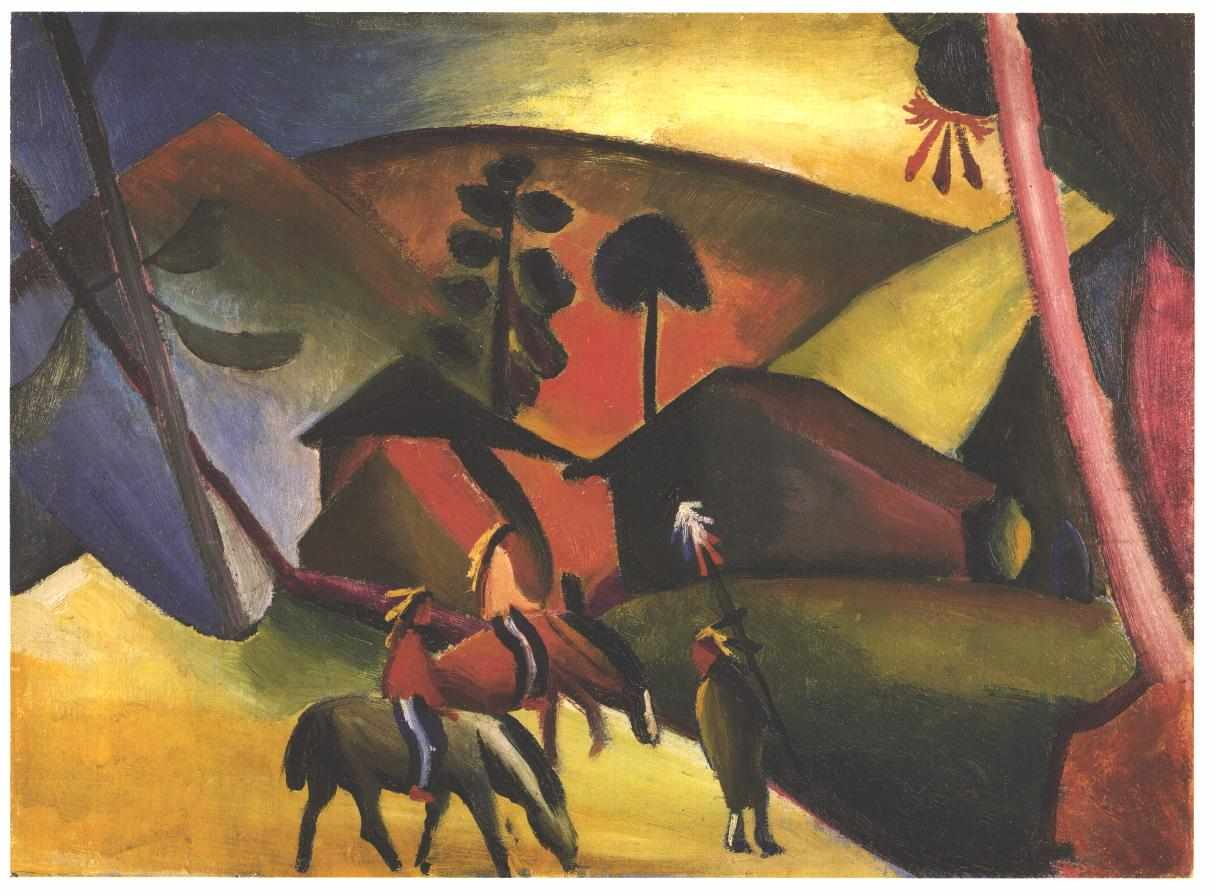
August Macke: Indianer auf Pferden, 1911

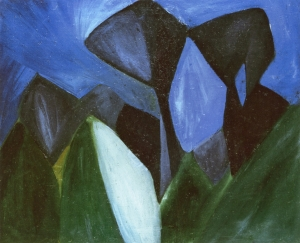
Wladimir Burljuk: Die Bäume/Landschaft
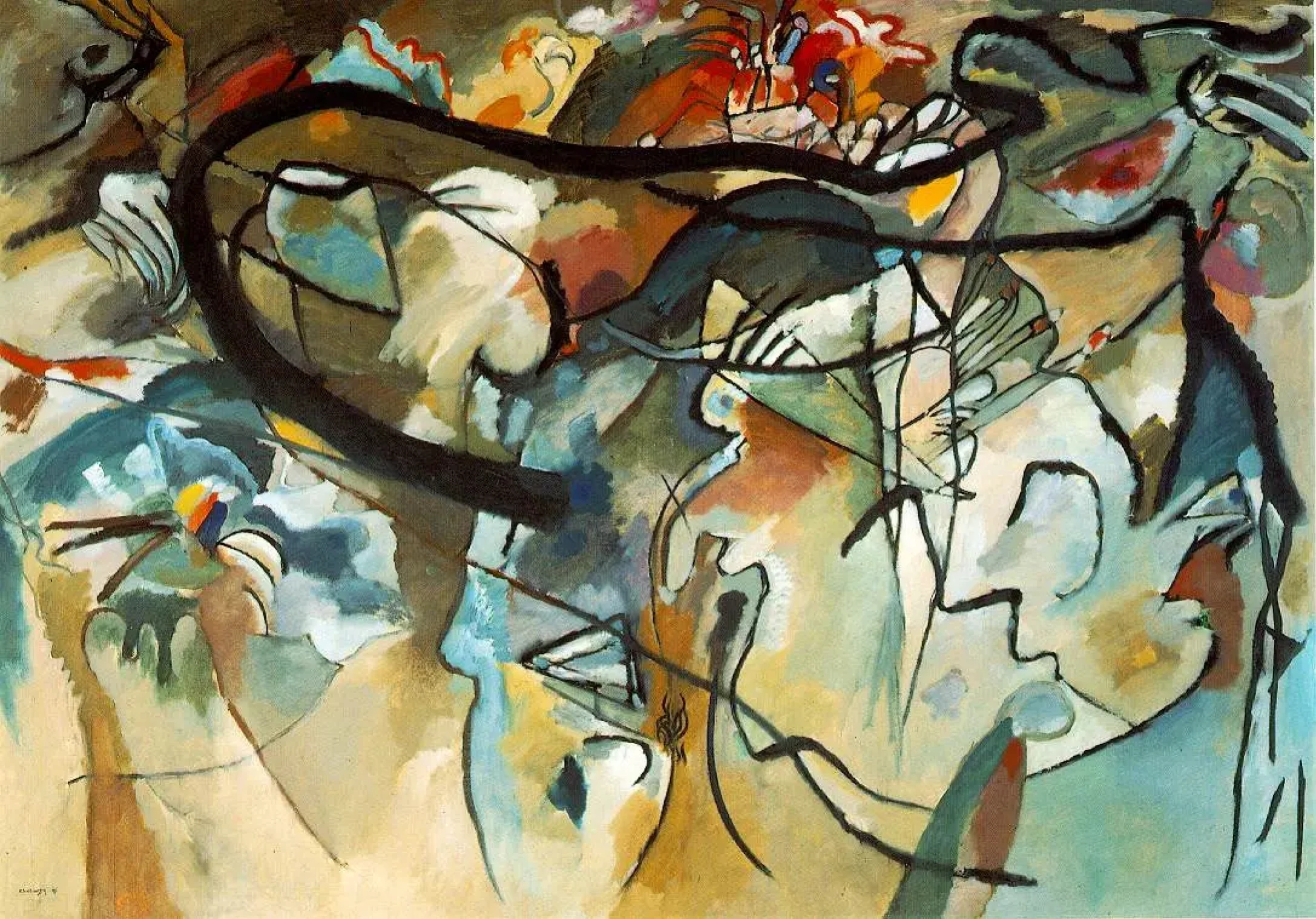
Kandinsky: Das Jüngste Gericht/Komposition V
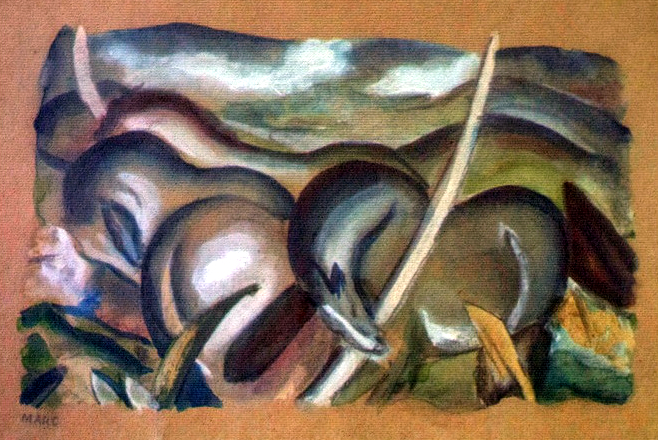
Franz Marc: Pferde in Landschaft
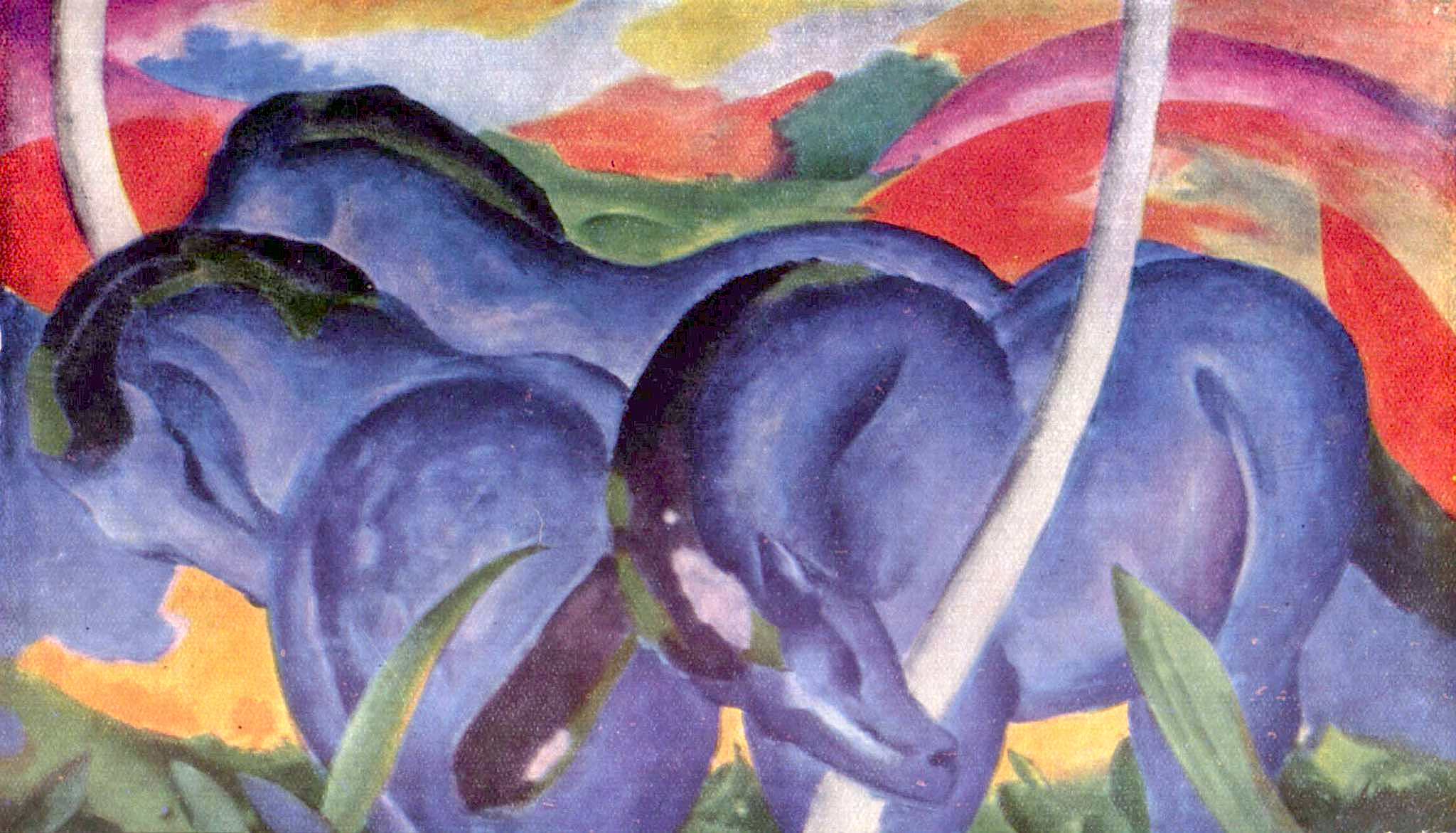
Franz Marc: Die großen blauen Pferde

### Sonstige Ereignisse

Rembrandt: Die Nachtwache

- 13. Januar: Ein arbeitslos gewordener Marinekoch sticht im Amsterdamer Rijksmuseum auf Rembrandts Gemälde Die Nachtwache mit einem Messer ein.
- 24. Juli: In den peruanischen Anden entdeckt eine Expedition unter Leitung von Hiram Bingham die Ruinenstadt Machu Picchu.

Baldassare Castiglione von Raffael nimmt nach dem Diebstahl den Platz der Mona Lisa ein

- 21. August: Das Bildnis der Mona Lisa wird von dem 31-jährigen italienischen Anstreicher Vincenzo Peruggia aus dem Louvre gestohlen. Während der Untersuchungen geraten unter anderem der Dichter Guillaume Apollinaire und der Maler Pablo Picasso in Verdacht.

## Geboren
- 20. Februar: Hans Scholz, deutscher Schriftsteller, Journalist und Maler († 1988)
- 11. März: Fritz Trautwein, Hamburger Architekt († 1993)
- 24. März: Joseph Barbera, US-amerikanischer Zeichentrickfilmer und Produzent († 2006)

- 03. April: Eugen Eckert, deutscher Bildhauer und Kunstmaler († 1998)
- 05. April: Dieter Oesterlen, deutscher Architekt und Hochschullehrer († 1994)

- 03. Mai: Heinrich Kiefer, deutscher Maler und Grafiker († 1980)
- 06. Mai: Viktor Fogarassy,  österreichischer Kaufmann und Kunstsammler († 1989)
- 15. Mai: Max Frisch, Schweizer Architekt und Schriftsteller († 1991)

- 14. Juni: Marcel Perincioli, Schweizer Bildhauer († 2005)
- 16. Juni: Georg Meistermann, deutscher Maler († 1990)

- 10. September: Hans Baumgartner, Schweizer Fotograf († 1996)
- 21. Oktober: Mary Blair, US-amerikanische Künstlerin († 1978)
- 25. Oktober: Roelof Frankot, niederländischer Maler († 1984)
- 31. Oktober: Hans Mennekes, deutscher Künstler († 1983)

- 11. November: Roberto Matta, chilenischer Maler des Surrealismus († 2002)
- 20. November: David Seymour, polnischer Fotograf († 1956)
- 30. November: Boris Taslitzky, französischer Maler des Sozialistischen Realismus († 2005)

- 10. Dezember: Anni Schaad, Gründerin der Modeschmuckwerkstatt Langani († 1988)
- 25. Dezember: Louise Bourgeois, französische Malerin und Bildhauerin († 2010)
- 30. Dezember: Margret Thomann-Hegner, deutsche Malerin und Grafikerin († 2005)

## Gestorben
- 28. Januar: Maurice Yvon, französischer Architekt (* 1857)
- 25. Februar: Fritz von Uhde, deutscher Maler (* 1848)
- 05. März: Gottlob Theuerkauf, deutscher Maler und Lithograf (* 1833)
- 05. April: Charles Geefs, belgischer Bildhauer und Maler (* 1829)
- 08. Juni: Johannes Otzen, deutscher Architekt (* 1839)
- 14. Juni: Fedor Flinzer, deutscher Illustrator, Pädagoge und Autor (* 1832)
- 03. Juli: Ernst Hoeltzer, deutscher Telegraphist und Fotograf (* 1835)
- 03. August: Reinhold Begas, deutscher Bildhauer und Maler (* 1831)
- 12. August: Jozef Israëls, niederländischer Maler (* 1827)
- 22. August: Theodor Scheimpflug, österreichischer Geodät, Entdecker der fotografischen Regel (* 1865)